# Hadamar (Aktion T4)

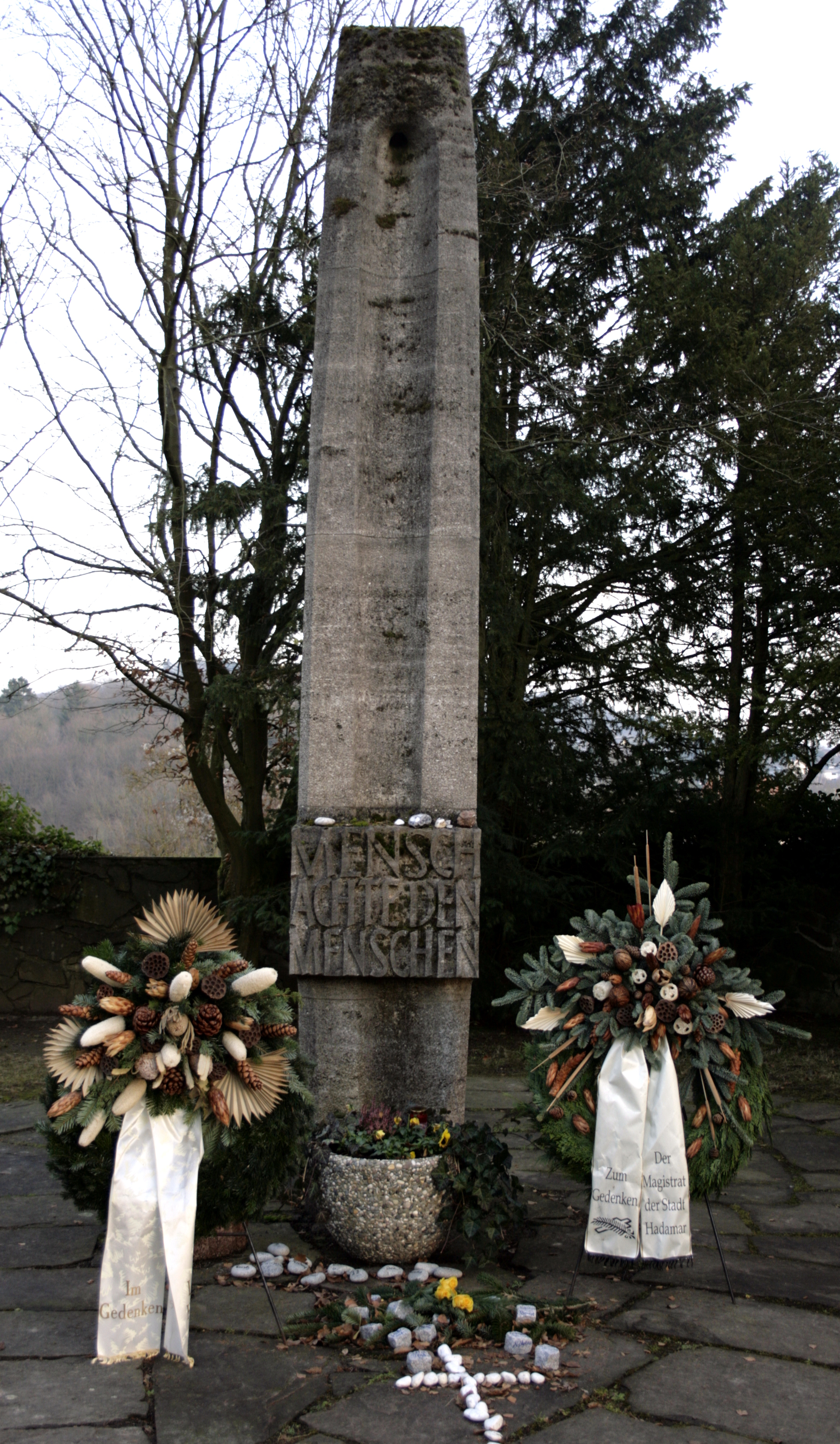
Le monument à la mémoire des victimes

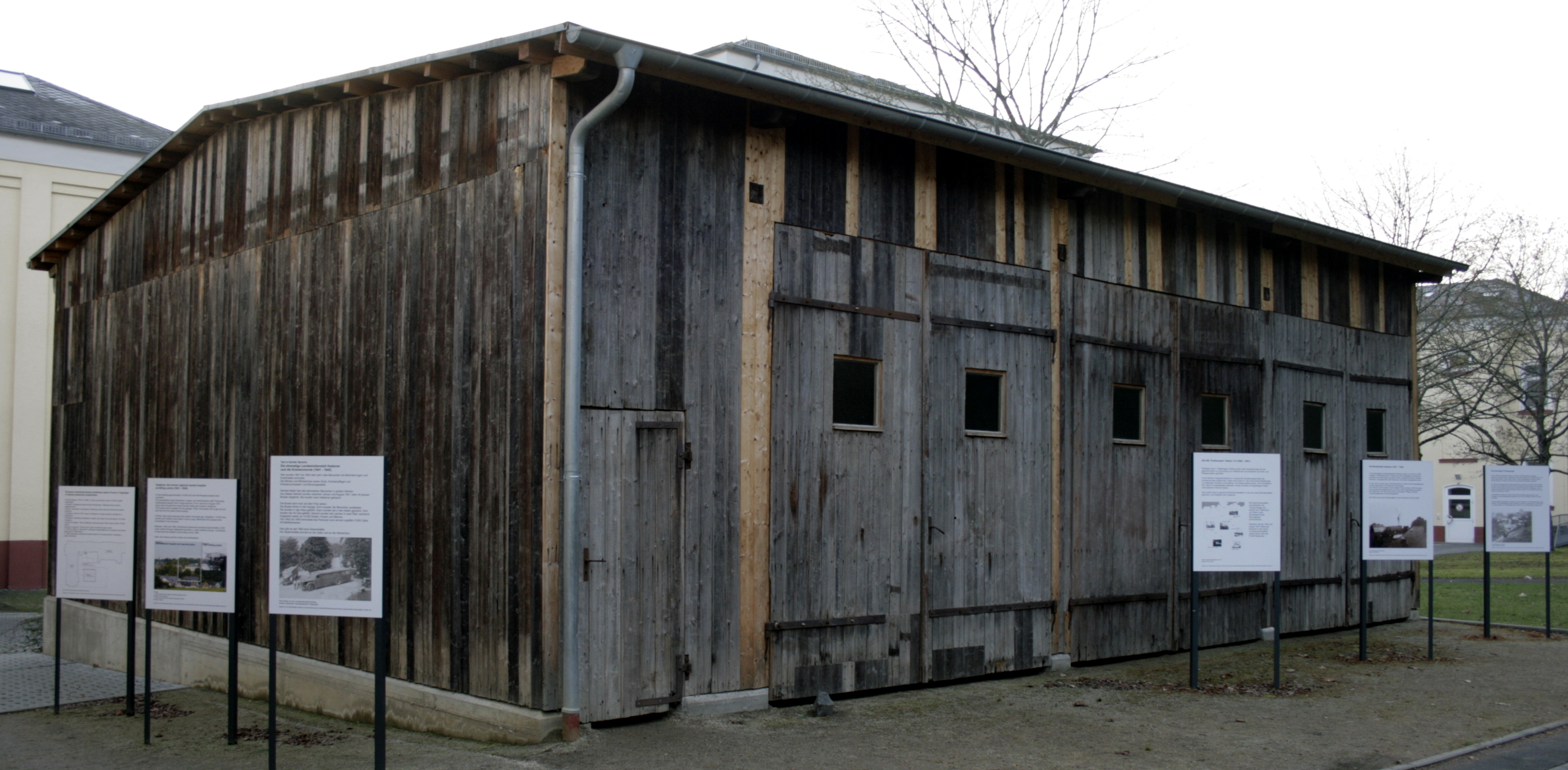
Le garage des autocars par lesquels étaient acheminées les victimes

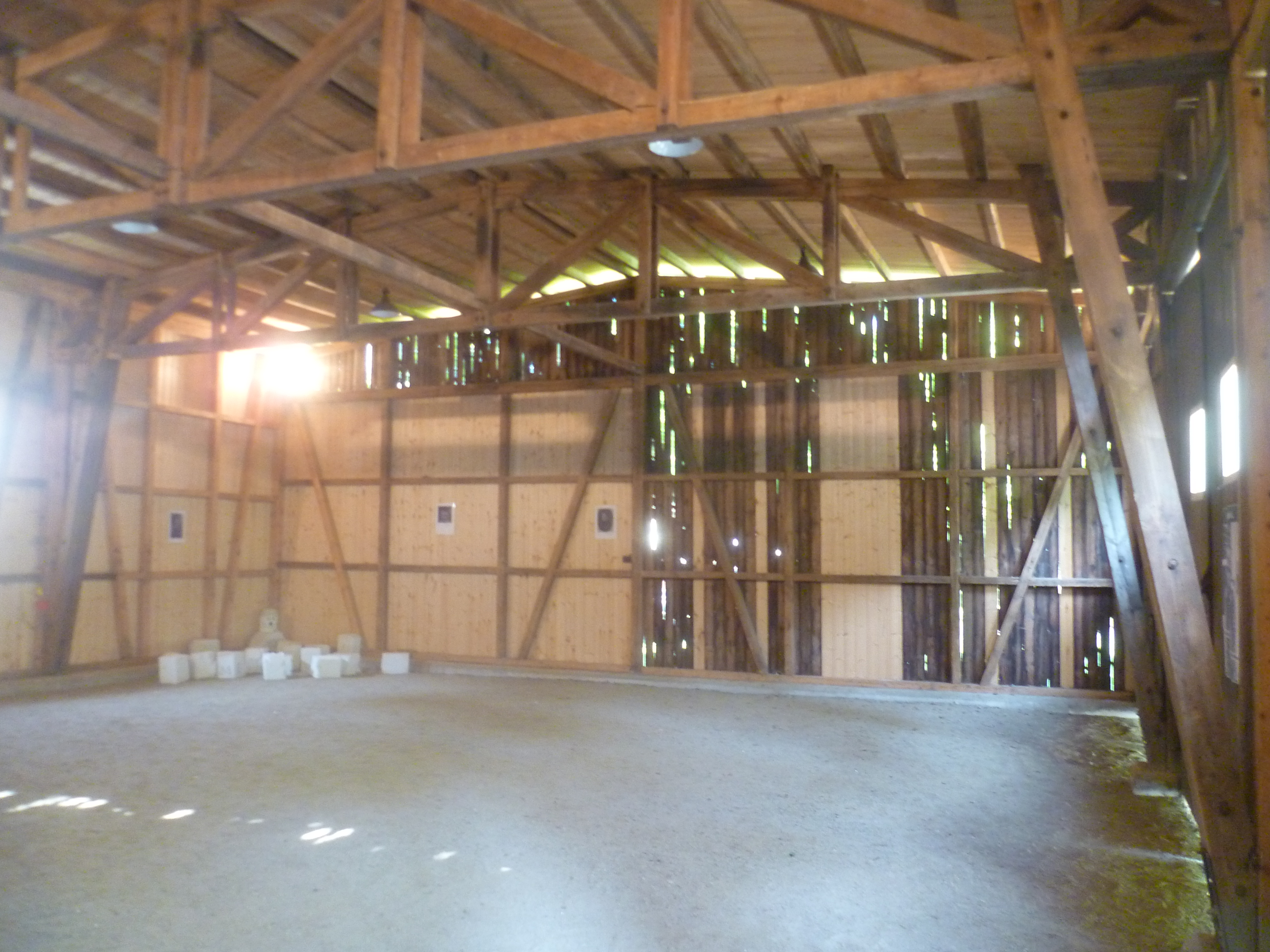
L'intérieur du garage des autocars

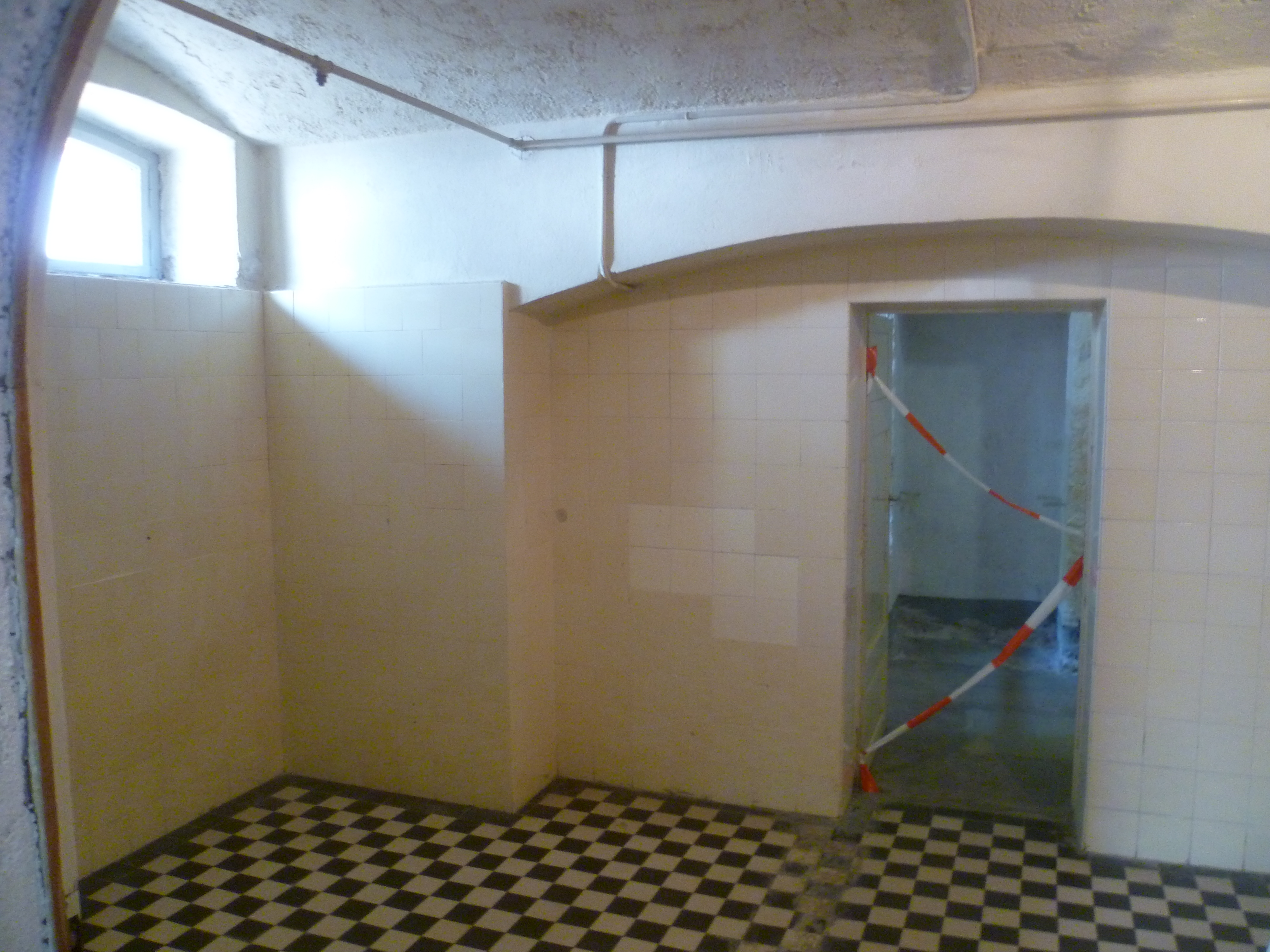
chambre à gaz

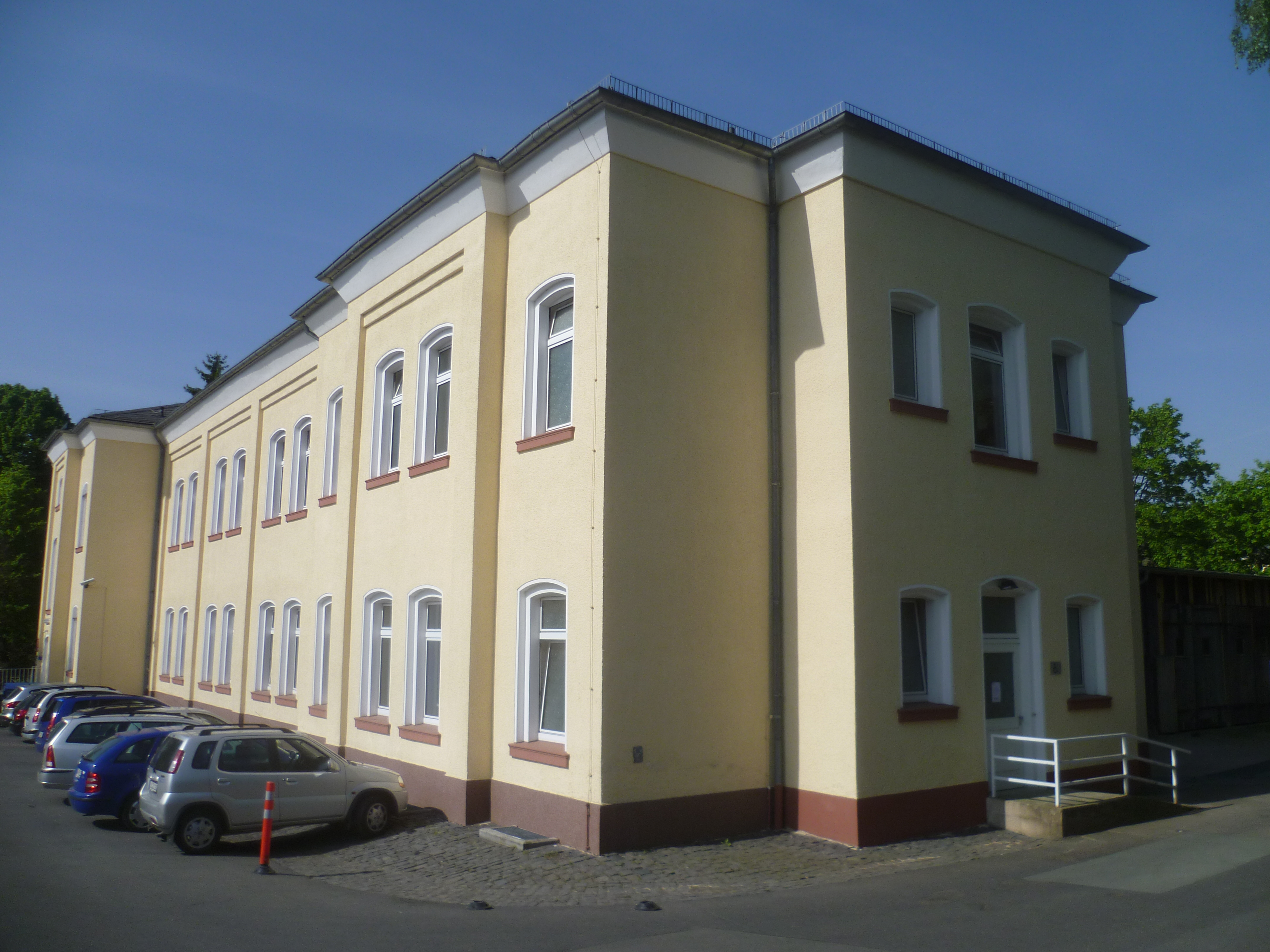
Ce bâtiment abritait un crématoire et une chambre à gaz

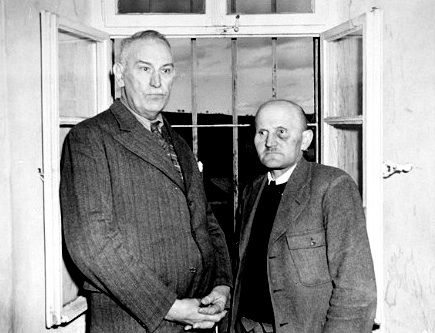
Le médecin en chef (à gauche) après son arrestation, avec l'infirmier Karl Willig

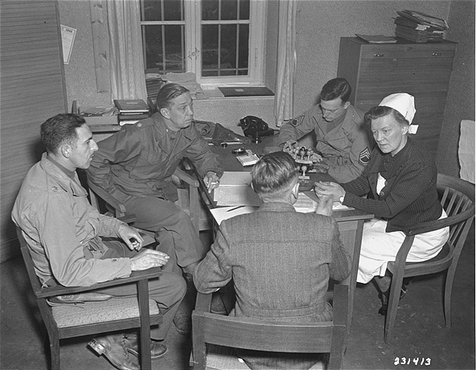
Interrogatoire de l'infirmière principale Irmgard Huber en mai 1945

L'hôpital psychiatrique d'Hadamar, fondé en 1907 après avoir abrité un centre de redressement depuis 1883, puis nommé « centre régional de guérison et de soins d'Hadamar » (Landesheil und Pflegeanstalt Hadamar), fut utilisé comme « centre de mise à mort » par le régime nazi, dans le cadre de la politique de mise à mort systématique de personnes handicapées, y compris sur le plan mental et psychique, connue aujourd'hui sous le nom d'« Aktion T4 ».

## Centre d'«euthanasie»
C'est un des six instituts d'« euthanasie » créés par le Troisième Reich. 
Le 15 février 1940, un contrat, engageant la fondation qui couvrait l'Aktion T4 à Berlin et l'association régionale de la santé en Hesse, est signé par l'oberpräsident le prince Philippe de Hesse-Cassel et met l'institut d'Hadamar à la disposition des hommes du programme d'euthanasie.
Il entre en fonction à partir de janvier 1941 en remplacement de l'institut de Grafaneck (ou institut A). Son rayon d'action est celui de l'institut A, jusqu'au Tyrol du Sud, avec en plus les lands actuels de Rhénanie-Palatinat, Rhénanie, Nord-Westphalie et Basse-Saxe.
L'aile droite du bâtiment principal est transformée en centre de gazage. Au sous-sol, dans la cave, est aménagée une pièce de quatre mètres sur trois et trois mètres de haut avec, fixé au mur, un tuyau percé de trous et relié à l'extérieur à des bouteilles de monoxyde de carbone. Pour donner l'apparence d'une salle de douche un tuyau d'évacuation en fonte traversait le sol carrelé. Près de la porte d'entrée fut percée une petite lucarne en verre; la morgue se trouvait dans le couloir juste à côté de la chambre à gaz. Les handicapés étaient amenés jusqu'au garage extérieur en camion. Ils traversaient ensuite une cour en empruntant un passage étroit délimité par une clôture de barbelés qui menait directement au bâtiment de gazage.
Plus de 10 000 malades ont été gazés à Hadamar. Néanmoins d’autres sources indiquent environ.

## Personnel
L'administrateur en chef est Alfons Klein, le directeur Ernst Baumhardt, le médecin en chef est Adold Wahlmann, l'infirmière en chef est Irmgard Huber (condamnée à 25 ans de prison et libérée en 1952). Une des infirmières nommée Zielke refusa de participer aux opérations de gazage.

## Culture
L'hôpital psychiatrique d'Hadamar est représenté dans l'épisode 2 de la mini-série télévisée Holocauste (1978). Le personnage d'Anna Weiss y est gazé.
Le roman de Didier van Cauwelaert, La Femme de nos vies, s'y déroule partiellement. Ken Follett dans son roman Le Siècle, tome II, évoque largement l'opération Nuage Blanc ; il y relate de manière romancée comment l'opinion publique allemande et chrétienne fit pression sur les nazis pour que cesse ce qu'avait imaginé l'état major SS au Tiergartenstrasse no 4 à Berlin (d'où le nom d'opération T4).